# Агафоэрги
Агафоэрги (лат. agathoergi; др.-греч. ἀγαθοεργοί) — в древней Спарте — среди всадников  царской гвардии, состоявшей из благородных юношей, — пять доблестных воинов, ежегодно выбиравшихся по старшинству и посылавшихся в разные места с государственными поручениями.
Якоб Гроновиус (Jakob Gronovius, 1645—1716) предполагал, что они не выбирались по возрасту, а назначались эфорами; но об отборе по возрасту упоминал Геродот.